# With or Without Control
"With or Without Control" är en rocklåt skriven av Maria Andersson och Josephine Forsman. Den spelades in av Sahara Hotnights 2001 och utgör fjärde spår på bandets andra studioalbum Jennie Bomb. Den utkom också som singel 2001.
Låten producerades av Chips Kiesbye och spelades in av Robert Wellerfors och Stefan Boman i Rommarö studio, Vagnhärad och Music a Matic, Göteborg. Den mixades av Kiesbye och Boman och mastrades av Peter In de Betou.
I Sverige utkom singeln i två olika versioner med två respektive tre låtar. Som B-sidor valdes "We're Not Going Down" och "Now Tonight", båda tidigare outgivna. Singeln utkom också i en promotionversion i Storbritannien och Irland med "Teenage Kicks" och "Breakdown" som B-sidor. Singlarna designades av Jesper Waldersten och omslagsfotot togs av Jonas Linell.
"With or Without Control" låg två veckor på Tracks mellan den 6 och 13 oktober 2001, båda veckorna på plats 17.

## Låtlista

### CD-singel
1. "With or Without Control" – 3:34
2. "We're Not Going Down" – 2:33

### Maxisingel
1. "With or Without Control" – 3:34
2. "We're Not Going Down" – 2:33
3. "Now Tonight" – 2:51

### Promotionsingel
1. "With or Without Control – 3:34
2. "Teenage Kicks" (The Undertones-cover) – 1:36
3. "Breakdown" – 2:23